# Stelle principali della costellazione del Dorado
Segue un prospetto delle stelle principali della costellazione del Dorado, elencate per magnitudine decrescente.